# برغاما
برغمة أو برغامة أو برغاما (بالإنجليزية: Bergama)‏ هي district of Turkey تقع في تركيا في ازمير (محافظة). يقدر عدد سكانها وترتفع عن سطح البحر 68 متر.

## المدن التوأمة
مدن لفكا ‏، بياترا نيامتس، ألكمار، بوبلينغين وألبا (إيطاليا) هي مدن توأمة لـبرغمة.

## أعلام
- سميح كايا
- سيرفيت باندور
- بيرجل أيمن جولر